# Chrisann Brennan
Chrisann Brennan (née le 29 septembre 1954 à Dayton, Ohio) est une peintre américaine et écrivaine. Elle est notamment connue pour son autobiographie, The Bite in the Apple, qui parle de sa relation avec le cofondateur d'Apple, Steve Jobs : en 1978, elle donne naissance à sa fille, Lisa Brennan-Jobs, que le fondateur d'Apple refuse durant quelques années de reconnaitre, niant énergiquement sa paternité, laissant la mère et l'enfant dans la misère. 

## Biographie
Brennan est née à Dayton (Ohio) en 1954, d’une des quatre filles de James Richard Brennan et de Virginia Lavern Rickey. Chrisann a été nommée d'après la fleur de chrysanthème (Chrysantemum en anglais). Brennan note dans ses mémoires qu’elle est « dyslexique, ce qui a eu pour effet de me connecter différemment, créative et acharnée à résoudre les problèmes — brillante, mais plus que légèrement déroutée par les conventions. »
Son père travaillait pour Sylvania, et la famille a vécu à différents endroits, notamment à Colorado Springs et au Nebraska. Ils se sont finalement installés à Sunnyvale, en Californie. Ses parents ont divorcé après leur déménagement à Buffalo, New York. Brennan a fréquenté le Homestead High School (en) à Cupertino, en Californie, où elle a rencontré Steve Jobs au début de 1972.
Chrisann a eu une relation avec Steve Jobs. Il semble que ce dernier se soit quelque peu désintéressé d'elle à la suite du démarrage d’Apple, quoiqu'ils vivaient toujours ensemble avec leur ami commun, Daniel Kottke. En 1978, Lisa Brennan-Jobs est née de leur relation. Jobs a d'abord nié la paternité de Lisa, alors qu'il nommait l'ordinateur sur lequel il travaillait à l'époque LISA. Se prétendant stérile, il a dans un premier temps laissé Chrisann et son enfant sans ressources, alors qu'il devenait millionnaire dès 1980 avec l'introduction d'Apple en bourse, la mère allant de petit boulot en petit boulot (serveuse dans un bar, femme de ménage etc..), et de logement en logement, dans la plus parfaite misère.
Plus tard, un test de paternité ADN a été effectué à la suite d'un refus de Jobs de payer les soins de Lisa, qui l'a établi comme son père. Il était dès lors tenu de donner à Brennan une allocation mensuelle. Au fil des ans, cependant, ils ont travaillé sur leur différend et Jobs a commencé à voir sa fille plus souvent au cours de sa trentaine. Chrisann remercie sa sœur biologique Mona Simpson d’avoir aidé à réparer leur relation père-fille. Chrisann a écrit le livre The Bite in the Apple pour raconter son histoire après le décès de Steve en 2011.

## Ouvrage
- Petite Chose, éd. Les Arènes, 2019.